# Bukhara Challenger 2002
Il Bukhara Challenger 2002 è stato un torneo di tennis facente parte della categoria ATP Challenger Series nell'ambito dell'ATP Challenger Series 2002. Il torneo si è giocato a Bukhara in Uzbekistan dal 30 settembre al 6 ottobre 2002 su campi in cemento.

## Vincitori

### Singolare
John van Lottum ha battuto in finale  Vasilīs Mazarakīs con il punteggio di 7–6(5), 6–1

### Doppio
Yves Allegro /  Marco Chiudinelli hanno battuto in finale  Janko Tipsarević /  Jan Weinzierl con il punteggio di 6–3, 6–4